# Danse de la chèvre
Danse de la chèvre (Frans voor Dans van de geit) H. 39 is een compositie voor fluit solo van Arthur Honegger, geschreven in 1921 als toneelmuziek voor de danser Lysana in het toneelstuk La mauvaise pensée van Sacha Derek. Aan het begin van het stuk is er een dromerige introductie die bestaat uit zinnen die gebruikmaken van de tritonus. Dit ontwikkelt zich snel tot een “geitachtig” thema in een chromatisch veranderd F majeur in 9/8 maat, dat de indruk geeft van een dansende geit. Na dit thema is er een meer melodische tweede thema dat meer het gevoel geeft van kalmte. Het "geitthema" en het "kalme thema" keren beide terug, en aan het eind keert ook het dromerige begin weer terug, waarna het stuk eindigt met een zachte C-flageolet als oplossing. Het stuk duurt ongeveer drie en een halve minuut.
Het originele manuscript is verloren gegaan. De huidige uitgaven stammen van een gedeeltelijke transcriptie gevonden in het werk van de kopiist van Honeggers werk. Het stuk werd zoveel als mogelijk gereconstrueerd.

## Luisteren
Danse de la chèvre, uitgevoerd door Sarah Bassingthwaighte